# Henri Dutilleux
Henri Dutilleux (Angers, Países del Loira; 22 de enero de 1916-París, 22 de mayo de 2013) fue uno de los compositores franceses más importantes de la segunda mitad del siglo XX, heredero de la tradición representada por Debussy, Ravel y Roussel, pero con un estilo propio distintivo. Aunque su producción es relativamente escasa —apenas treinta obras—, su calidad y originalidad han logrado un gran reconocimiento internacional.

## Biografía

### Años de formación
Henri Dutilleux nació en el seno de una familia de tradición artística: Constant Dutilleux (1807-65), su bisabuelo paterno, fue un pintor amigo de Delacroix y de Corot; Julien Koszul (f. 1927), su abuelo materno, fue un compositor y organista de origen polaco, durante mucho tiempo director del Conservatorio de Roubaix. Julien fue muy amigo de Gabriel Fauré, a quien el pequeño Henri conoció, acompañando a su abuelo (la familia Dutilleux aún conserva muchas cartas suyas). En Roubaix, Julien también tuvo como alumno a Roussel, siendo una de las personas que le aconsejaron dejar la Marina para dedicarse a la música.
Durante la Primera Guerra Mundial la familia Dutilleux debió de dejar su hogar en Douai (una pequeña localidad próxima a la frontera belga de unos 40.000 habitantes) y trasladarse a un lugar más seguro. La madre de Henri y sus tres hijos se refugiaron en Angers (departamento de Maine y Loira) en la casa de su hermano, Julien Koszul, y de su esposa. Allí nació Henri el 22 de enero de 1916. En 1919, ya finalizada la guerra, la familia volvió a Douai, que encontraron casi totalmente destruida y con su propia casa saqueada. (Henri volvió a Angers a pasar alguna de sus vacaciones de niño en casa de sus tíos y tuvo allí su casa de campo, en Candes-Saint-Martin, en Touraine, en la confluencia de los ríos Loire y Vienne.)
Toda la familia Dutilleux amaba la música: su padre, impresor y librero, tocaba en sus ratos libres el violín como aficionado; su madre era pianista; su hermana mayor, Hélène, estudiaba y tocaba bastante bien el violín; su otra hermana, Paulette, fue una dotada pianista; su hermano Paul, tocaba el chelo, Henri, el menor, tocaba el piano (Henri tuvo una hermana más, pero murió siendo muy joven). La familia interpretaba sonatas de Franck, Lekeu, Fauré y Pierné, y, más tarde, de Debussy y muchas veces tocaban todos juntos. Los padres de Henri le regalaron un álbum de melodías de Schumann, que le causaron una fuerte impresión y que conservó con cariño. Luego, a los doce años, sus padres adquirieron la partitura de Pelléas et Mélisande, en una reducción para voz y piano, una obra que consideraban revolucionaria y que Henri estudió con entusiasmo. 

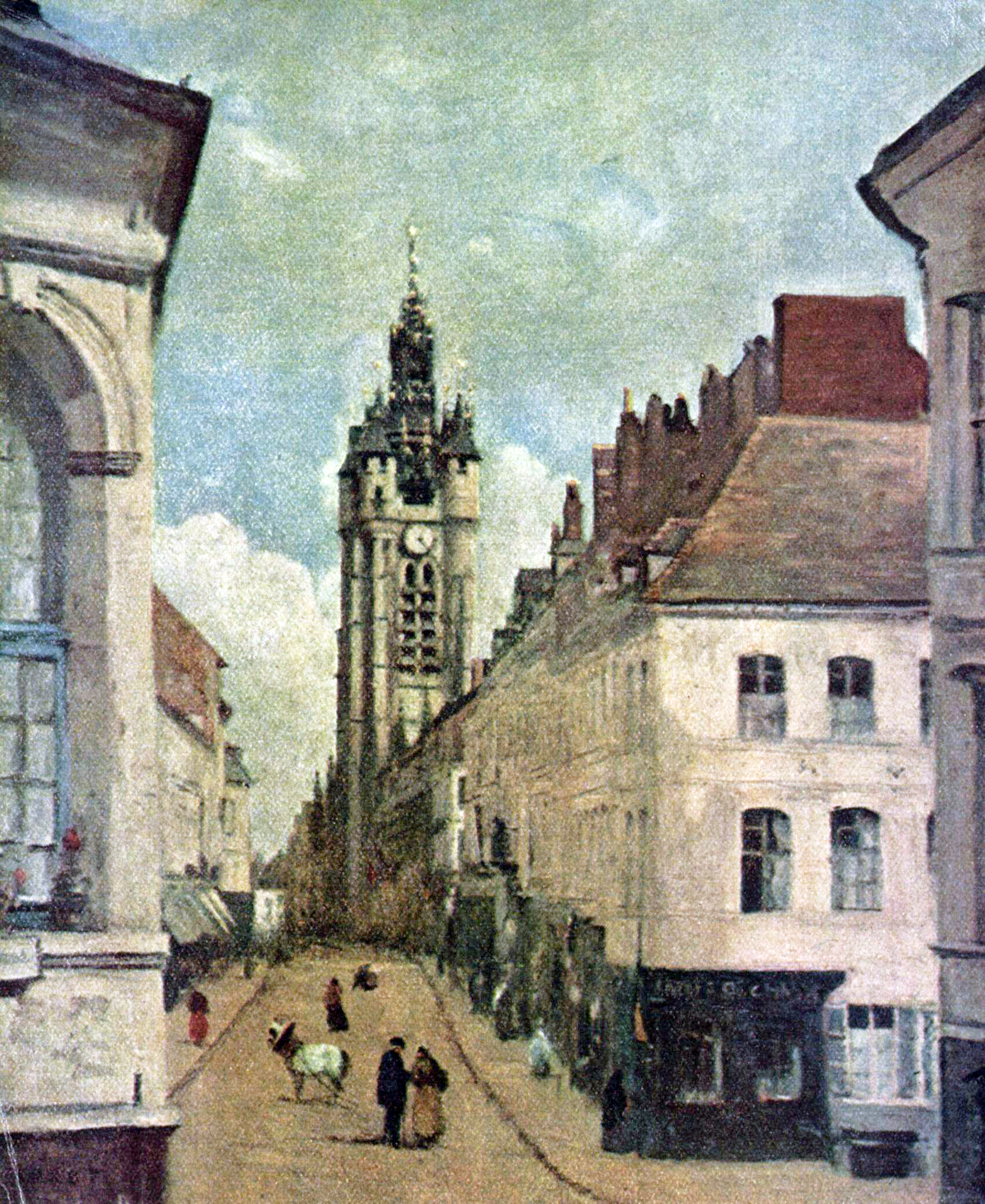
Vista de Douai, en un cuadro de Corot

En esos años vivió rodeado de pintura, muchos cuadros de su bisabuelo y de algún otro pintor de la escuela de Barbizon (su bisabuelo adquirió un Corot y un Delacroix, cuadros que la familia conservó con orgullo). 
Más adelante, el descubrimiento de los impresionistas fue para Henri una revelación; más tarde conoció el periodo cubista, a Braque y a Picasso, que le intrigaron sin fascinarle. Dutilleux recordaba que sólo Kandinsky le impresionó del modo en que lo hicieron los impresionistas en su juventud. La pintura le marcó y le hará querer evocar con la música los mismos sentimientos que le transmitían los cuadros. 
En Douai, Henri comenzó a estudiar en el Liceo —latín, un poco de inglés, literatura francesa, matemáticas y algo de ciencias naturales— y simultáneamente en el Conservatorio —armonía, contrapunto y piano—. Henri recordaba que tenía que hacer verdaderos esfuerzos para asistir a las clases: a las 6:30 comenzaba su jornada con la clase de solfeo, luego asistía al Liceo; a mediodía, comía rápidamente, y de 12:30 a 2:00, clases de piano; luego, de vuelta al Liceo. Su profesor de música más importante en esos años fue Víctor Gallois, que le animó a tocar la percusión en la orquesta local (timbales, triángulo y side drum), una experiencia que fructificó más adelante en la escritura de las elaboradas partes para timbales de muchas de sus piezas orquestales. En esos años no se escuchaba mucha música: apenas había radio, no había grabaciones discográficas, y casi toda la nueva música que se oía lo era en vivo, en concierto o en interpretaciones en el propio Conservatorio. Así recordaba haber escuchado dos obras de Stravinsky —Petrushka y El pájaro de fuego— y alguna de Debussy y Ravel.
En 1933, a los dieciséis años, se trasladó a París, aprobando el ingresó en el Conservatorio. Recibió clases de Jean y Noël Gallon (armonía y contrapunto), Henri-Paul Busser (composición), Philippe Gaubert (dirección de orquesta) y Maurice Emmanuel (historia de la música). Obtuvo un primer premio en el curso de armonía y también en el de contrapunto y fuga. En 1936 consiguió un segundo premio del Premio de Roma con su cantata Gisèle, y dos años más tarde, en 1938, consiguió el Gran Premio de Roma de composición con la cantata L'annau du Roi («El anillo del Rey»), en la que fue su tercera tentativa. 

### Los años de guerra
Dutilleux se trasladó a la Villa Médicis en febrero de 1939. Allí frecuentó a su director Jacques Ibert y conoció a alguno de los compositores italianos que asistían a ella, aunque muy poco (Petrassi y a Dallapiccola). Viajó con frecuencia a Florencia, una ciudad que le atrajo más que Roma, y también estuvo en Capri. El inicio de la Segunda Guerra Mundial redujo su estancia en Roma a sólo cuatro meses de los cuatro años previstos, y volvió a París poco antes de la entrada de Francia en guerra. En septiembre de 1939 se incorporó al ejército como camillero —su unidad estuvo en Rennes, Burdeos, y en Toulouse—, y fue desmovilizado en agosto del año siguiente, tras firmarse el Armisticio del 22 de junio de 1940. Regresó a París, donde residió los años de la ocupación alemana, teniendo dificultades para ganarse la vida: durante un tiempo, enseñó piano, tocó como acompañante e hizo algunos arreglos para cantantes de night-clubs. A la vez, escribió algunas piezas para instrumentos de viento por encargo de Claude Delvincourt para las pruebas del Conservatorio. 
Durante esos años, sin posibilidades de salir al extranjero y siendo consciente de las limitaciones de su educación en el Conservatorio, con muy pocas clases de análisis y una total ausencia de las técnicas de vanguardia, prosiguió su formación de forma particular, estudiando de varios tratados de composición —incluso el Vincent d'Indy, que Dutilleux a veces encontró repelente, pero interesante en su análisis de la música antigua, de los polifonistas y de la música religiosa— y descubriendo obras contemporáneas, de Stravinsky —asistió a varias representaciones de Les Noces, una de ellas en 1934 con su compañero de clase Paul Tortelier, que recordaba con mucho agrado— y de Roussel. (La música de la Segunda Escuela de Viena o del propio Bartók no la conoció hasta el fin de la guerra.) Al final de esa etapa confesaba que tenía claro que quería que su trabajo mantuviese una cierta distancia con el espíritu de la música francesa, que podrían encarnar las palabras claridad, encanto, elegancia y equilibrio.
En 1941 se interpretó en los «Conciertos Pasdeloup» de París por primera vez en público una de sus obras, la Sarabande et Cortège para fagot y piano, dirigida por el propio Delvincourt. Al año siguiente, en 1942, consiguió el puesto de director de coro de la Ópera de París, sustituyendo a su titular durante casi un año. Comenzó a componer música vocal, como las Cuatro Melodías para canto y piano (1941-43) con textos de Jean Cassou —un poeta de origen español encarcelado por sus actividades en la resistencia (era conocido como Jean Le Noir) que tras la guerra fue durante muchos años director del Museo nacional de Arte Moderno de París (1945-65)—. Su siguiente obra, la Sonatina para flauta (1943) muestra las influencias, patentes en sus primeras obras, de Ravel, Debussy y Roussel, como él mismo confesará más adelante mostrando sus reservas por un lenguaje poco personal. En ese mismo año 1943, comenzó a trabajar para Radio France. Al año siguiente compuso la La Gêole, para voces y orquesta (1944), de nuevo con otro poema de Cassou, un soneto de los Trente-Trois Sonnets composées au secret (1943), una obra compuesta mientras estaba encarcelado, a veces sin papel, de memoria, que fue publicada de modo clandestino por las «Editions de Minuit».

### Los años después de la guerra
En 1945, acabada la guerra, fue nombrado director del Servicio de producción musical («Service des illustrations musicales») de la ORTF, un puesto que desempeñó hasta 1963 (el servicio fue suprimido durante un viaje suyo a los Estados Unidos) y que le permitió entrar en contacto con músicos de todas las tendencias y que contribuyó a enriquecer su propia experiencia compositiva. 
Al año siguiente, en 1946, se casó con la pianista Geneviève Joy, a quien conocía desde 1941 al haber sido compañeros en el Conservatorio. Ella asistía a las clases de Yves Nat y era muy apreciada por su facilidad para tocar a primera vista y ser capaz de interpretar casi directamente en el piano partituras orquestales, siendo muchas veces era solicitada para interpretar algunas obras en los concursos de composición, como auxiliar de los jurados. Genevieve siguió su propia carrera, siendo muy pronto profesora de acompañamiento de piano en el Conservatorio de París. Viajaba mucho como concertista, al principio mucho más que Dutilleux, y eso ayudó a Henri a conocer mucha nueva música, que ella interpretaba habitualmente en sus conciertos en las década des 1950 y 1960. Genevieve fue miembro del «Trio de Francia» —con Jeanne Gautier y André Lévy— y realizó muchas giras con la violinista Michèle Auclair, pero, sobre todo, formó un dúo de piano muy apreciado con Jacqueline Robin. (Para el dúo, en su 25º aniversario, escribieron piezas Milhaud, Jolivet, Mihalovici y Auric, y, en otras ocasiones, también Lesur, Petit, Ohana, Constant o el propio Dutilleux.)
Henri, tras su matrimonio, compuso todas sus obras para piano para su mujer. La primera de ellas fue la Sonata para piano (1946-48), una obra donde se agotan las posibilidades tímbricas del piano y en la que, por vez primera, el autor mostró su habilidad para la variación, una técnica que convertirá posteriormente en la base de sus procedimientos compositivos. La Sonata contiene también una de las primeras muestras de su gusto por las atmósferas oníricas. Esta obra es la primera que Dutilleux considera digna, habiendo renegado de todas sus composiciones anteriores. Este disgusto se extendía incluso a la Sonatina para flauta, una de las piezas más interpretadas y apreciadas por los solistas de flauta: «No me siento completamente satisfecho que sea tocada tan a menudo».
En 1951 el estreno de su Primera sinfonía (1949-50) se emitió por la radio, interpretado por la Orquesta Nacional de Francia bajo la dirección de Roger Désormière (la obra fue posteriormente grabada en 1955 con Pierre Dervaux y la Orchestre de l'Opéra, y fue elegida por «The Composer's Tribune» como obra del año, junto con el Coro di Morti de Petrassi). Se trata de su primera gran obra orquestal, construida sobre formas clásicas, aunque contiene ya su sello personal. Así su primer movimiento, Passacaille, está basado sobre un motivo rítmico enunciado en el timbal y variado 35 veces; los desarrollos lógicos, pero libres, el dominio de la instrumentación, el equilibrio dinámico de temas y contratemas, de las innovaciones y las repeticiones, las variaciones y transformaciones, convierten esta Sinfonía en una de las obras orquestales más brillantes del siglo XX. La obra fue dirigida por Jean Martinon, por Hans Rosbaud y por Ernest Ansermet. Dutilleux recuerda que al estreno asistió Pierre Boulez y que no quiso saludarlo, lo que no le extrañó por la música tan diferente a la que el propio Boulez componía en esa época, y que solo empezó a interesarse por su música a partir de Métaboles. Fue tachado de neorromántico por componer en esa época una nueva sinfonía. (El tercer movimiento de fue adaptado como música de la película de Maurice Pialat Sous le soleil de Satan, que ganó la Palma de Oro en Cannes 1987.) Por esos años compuso la música de algunas películas, que pensaba le sirvió para aprender a componer muy rápido.
Su siguiente obra fue un encargo de Roland Petit para los Ballet de París, el ballet Le Loup (1953), escrito con un libreto de Jean Anouilh y Georges Neveux para una formación orquestal reducida al mínimo. Se estrenó en el Teatro L'Empire el 17 de marzo de 1953, con coreografía del propio Petit y decorados y vestuario de Jean Carzou. Fue un gran éxito. Ambientado en la época medieval, era una recreación del mito de La Bella y la Bestia y cuenta una historia mágica, en que un mago pasa un paño por el rostro de una joven gitana, que adquiere el aspecto de un lobo. Cuando la joven vuelve a su aspecto humano, el mago convierte entonces a un lobo dándole la apariencia de su novio. La joven comienza a enamorase del lobo como lobo y vuelve con él al bosque, donde ambos serán cazados. 
En 1955, Henri recibió un encargo de la Fundación Koussevitzki para componer una obra para la celebración del 75.º aniversario de la Orquesta Sinfónica de Boston, un encargo que recibieron otros compositores, como los franceses Milhaud y Ibert. La obra, compuesta entre 1957 y 1959, fue la Segunda sinfonía y fue estrenada por la formación estadounidense bajo la dirección de Charles Munch. El sobrenombre que recibe, Le double, hace referencia a su organización al modo de un concerto grosso, donde un pequeño conjunto de instrumentos (oboe, clarinete, fagot, trompeta, trombón, timbales, un cuarteto de cuerda, clavecín y celesta) se oponen, se yuxtaponen, se funden y se alternan con la gran orquesta. El desarrollo se confía nuevamente a la variación y la obra aúna una factura tradicional con una gran modernidad alejada del academicismo.
A partir de esta obra Henri renunció a asignar nombres tradicionales a sus composiciones —concierto, sonata, sínfonía— dándoles títulos evocadores: «es bueno a veces orientar al auditorio sobre el mundo que deseamos crear» («il est bon parfois d'orienter l'auditeur vers le monde que vous cherchez à créer»). Este extremo lo llevará aún más adelante tras Métaboles, nombrando incluso los movimientos de cada obra.

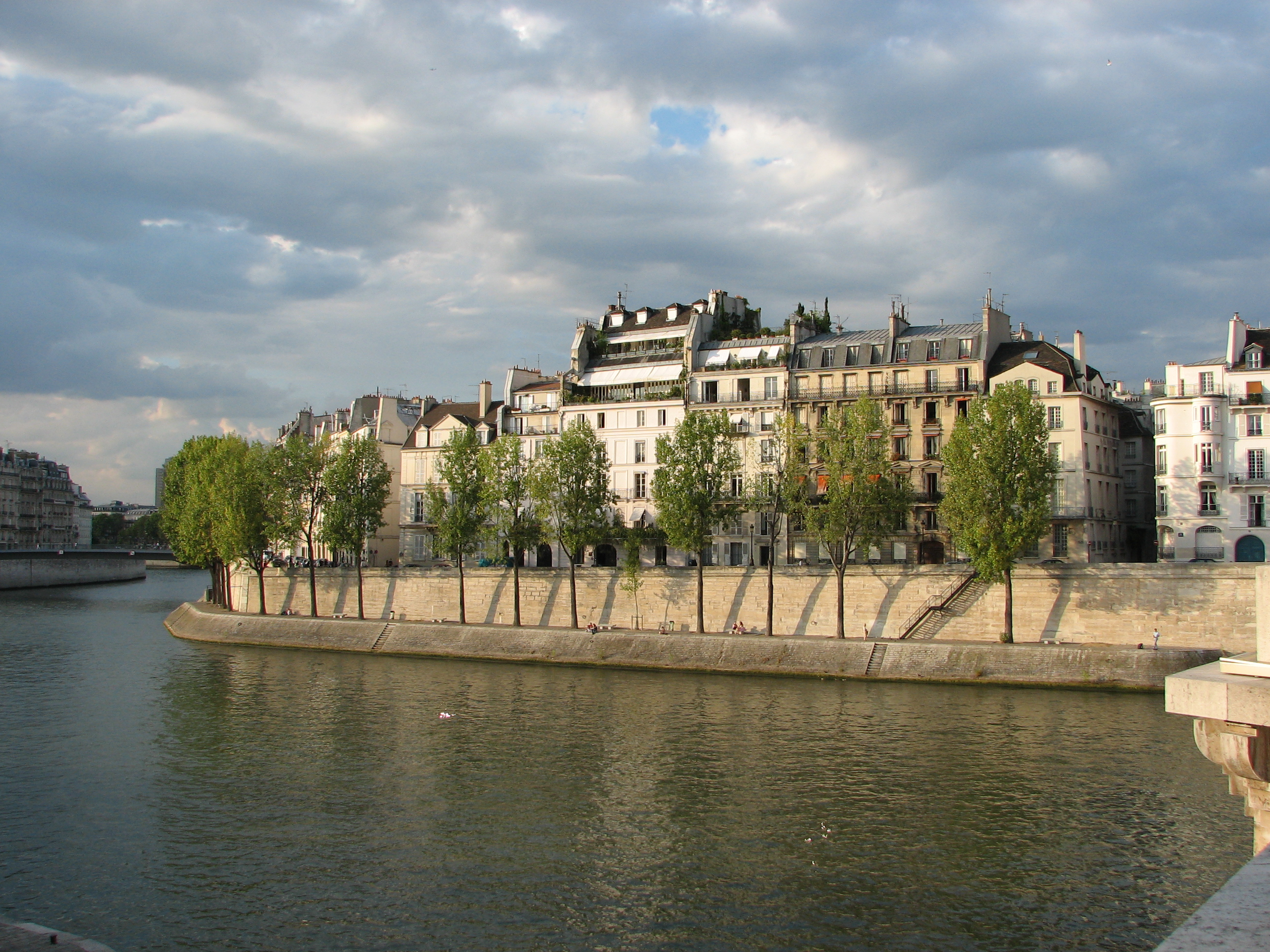
La Isla de San Luis, París, donde Dutilleux residió más de cuarenta años.

En 1961 Alfred Cortot le llamó para impartir la clase de composición en la École Normale de Musique de Paris, lo que hizo hasta 1970. Un nuevo encargo, esta vez de George Szell para celebrar el 40.º aniversario de la Orquesta de Cleveland, fue el origen de Métaboles, compuesta entre 1962 y 1964, una obra que fue estrenada con gran éxito en mayo de 1965. El título hace referencia a un concepto retórico: el cambio en el estilo de un discurso o en la elección de una palabra. Así sus cinco tiempos, ejecutados sin interrupción, se refieren a los estilos cambiantes del discurso, musicalmente transformado: Encantador, Lineal, Obsesivo, Torpe y Ardiente o Inflamado (Flamboyant). El autor describió la obra como «une sorte de concerto en cinq mouvements (on connaît sa prédilection pour les chiffres impairs) dont chacun privilégie une famille d'instruments en les réunissant tous pour le finale».
En el año 1967 recibió el Gran Prix National de la Musique por el conjunto de sus composiciones, cuando no llegaban ni a veinte las obras que tenía en su catálogo.

### Los años 1970
En 1970 Dutilleux fue nombrado profesor asociado del Conservatorio de París, puesto que ejerció solo un año, hasta 1971. Ese mismo año, el Festival de Aix-en-Provence de 1970 acogió el estreno de su primer concierto propiamente dicho, Tout un monde lontain, para violonchelo y orquesta. Mstislav Rostropóvich, su dedicatario, tuvo que repetir a petición del público la interpretación, ya que una ráfaga del mistral impidió escuchar bien las partes orquestales.
En 1973 fue nombrado miembro asociado de la Académie Royale de Belgique. Aunque la obra camerística de Dutilleux era relativamente escasa, un nuevo encargo de la Fundación Koussevitzki para el Cuarteto Juilliard, le permitió componer un cuarteto de cuerda Ainsi la Nuit (1974-76). El estreno mundial, el 6 de enero de 1977 en París, correspondió al Cuarteto Parrenin (también recibido con peticiones de bis), correspondiéndole al Juilliard el estreno estadounidense el 13 de abril de 1978 en la sala de la Biblioteca del Congreso de Estados Unidos.

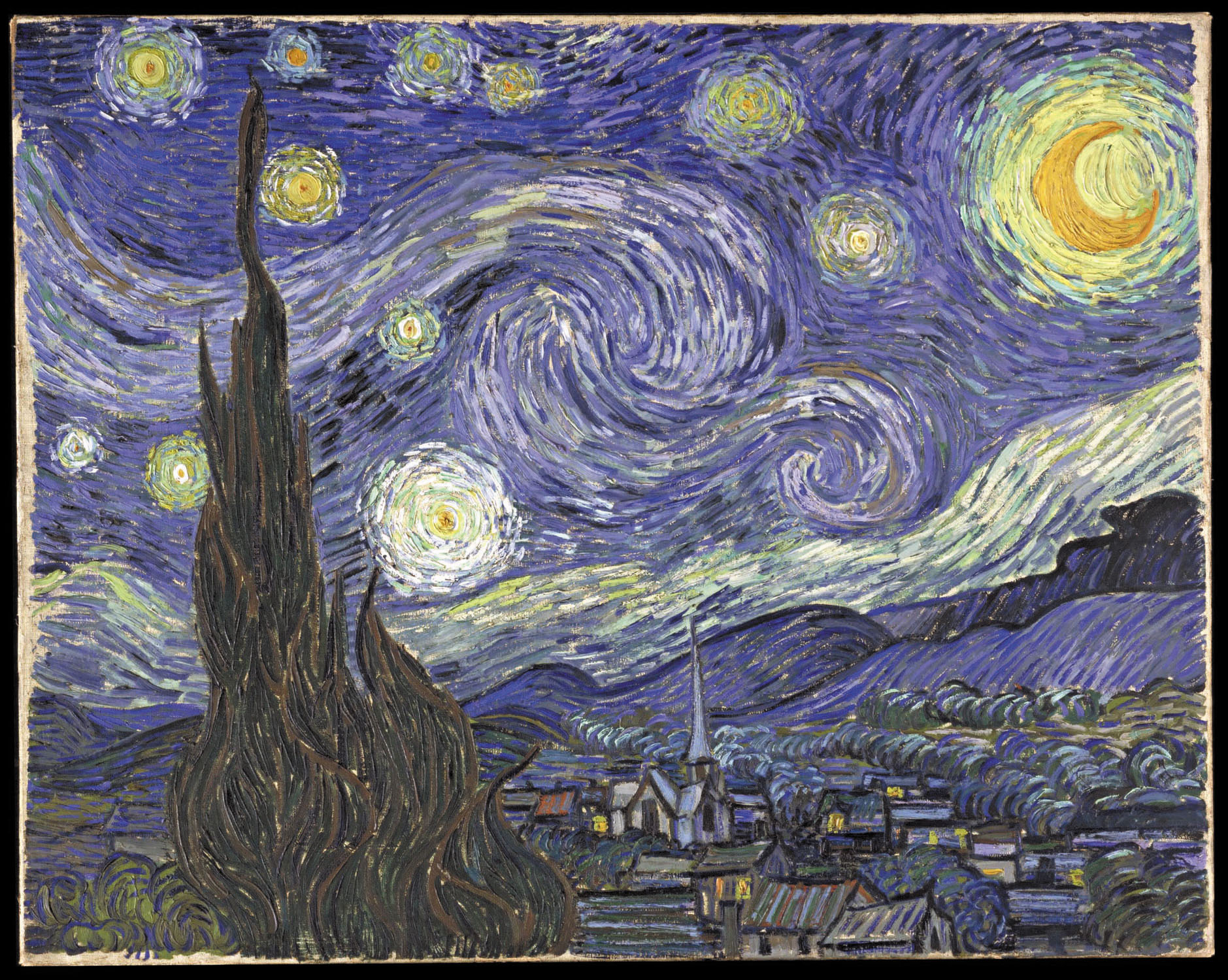
El cuadro de van Gogh, La Nuit étoilée

Henri Dutilleux, gran amante de la pintura, se inspiró en el cuadro La Nuit étoilée de Vincent van Gogh para la obra Timbre, espace, mouvement (1976-78), en la que los registros extremos de la orquesta sirven para describir la relación entre tierra y cielo y la búsqueda de certidumbre espiritual que la pintura parece reflejar. En 1990, declaró a Telerama: «He intentado hacer cantar la orquesta como los pintores hacen surgir los colores» («j'ai essayé de faire chanter l'orchestre comme le peintre fait jaillir ses couleurs»). 
Se sucedieron nuevos encargos. Su concierto para violín L'arbre des songes (El árbol de sueños) fue estrenado por Isaac Stern y Lorin Maazel en el Théâtre des Champs-Elysées, en 1985. The shadows of time, estrenada por Seiji Ozawa con la Orquesta Sinfónica de Boston en 1997, recibió al año siguiente uno de los Royal Philharmonic Society Awards. Esta obra, en cinco movimientos, se refiere implícitamente al arresto de niños en Ysieux en 1944 y al bombardeo de Hiroshima. «Mémoires des ombres», uno de los episodios, es un homenaje muy particular a Ana Frank. Si Dutilleux se defendía de componer másica ilustrativa, confiaba no obstante tener necesidad de un estímulo para crear. Así su inspiración podía nacer de un texto, de una obra de arte o de sucesos a menudo trágicos. Dutilleux se definía a sí mismo como un temperamento confiado y optimista, pero su música revelaba largamente sus dudas sobre la capacidad del hombre de mejorar. 
Desde 1998 la Villa de Clamart (París) le rindió homenaje dándole su nombre al conservatorio de música: Conservatoire de Musique, Danse et Art Dramatique Henri Dutilleux. En 1998 se realizó un documental sobre su vida para la cadena Muzzik, a cargo de François Roussillon y Jean-Luc Daniel.
En 2003 compuso Correspondances, un encargo de la Orquesta Filarmónica de Berlín para voz (¿soprano o contralto?) y gran orquesta. En el Prefacio de la partitura, editada por Schott, Dutilleux precisaba que los diferentes momentos sobre los que se articulaba la obra eran en realidad más episodios epistolares que poemas. Los dos centros néuralgicos eran, de una parte, los principales pasajes de una carta, escrita en 1984, del escritor Aleksandr Solzhenitsyn a Mstislav Rostropovitch y a su esposa Galina Vishnévskaya; y, de otra, los extractos de la correspondencia de Vincent van Gogh y su hermano Théo. La Danse cosmique del autor indio Prithwindra Mukherjee, ésta si un poema, se presentaba como una suerte de petición a Shiva. Gong y Gong 2 eran extractos de poemas de Rainer Maria Rilke, extraídos de Chant éloigné.
Además Dutilleux fue invitado a impartir cursos y conferencias en el extranjero, principalmente en el Líbano (1966), en el Royal College of Music de Londres (1981), en las Universidades de Tokio, Kyoto y Seúl (1982), en el Conservatorio de Ginebra (1984), en el Festival de Aldeburgh (1985), en el Peabody Institute de Baltimore (1986), en la Academia Sibelius de Helsinki (1987), en la Juilliard School de Nueva York (1987) y en el Tanglewood Music Center (1995 y 1998) como compositor residente.

### Distinciones
Su actividad docente y como conferenciante fue incesante hasta su fallecimiento. La lista de distinciones que ha obtenido es prolongada y selecta:
- 1981 - Miembro honorífico de la Academia Americana de las Artes y las Letras de Nueva York.
- 1983 - Gran Premio Internacional del Disco en Montreux.
- 1987 - Prix International Maurice Ravel.
- 1987 - Premio del Consejo Internacional de Música.
- 1993 - Miembro honorario de la Academia Nazionale Santa Cecilia.
- 1994 - Praemium Imperiale de Japón.
- 1996 - Miembro de la Royal Academy of Music de Londres.
- 1998 - Miembro de la Bayerishe Akademie der Schönen Künste de Múnich.
- 1999 - Gran Premio Internacional de la Crítica Musical.
- 2004 - Grand-croix de la Légion d'honneur.
- 2005 - Premio Ernst von Siemens, considerado como el «Nobel de la Música».

## Catálogo de obras
| Año          | Obra | Tipo de obra                | Duración |
| ------------ | --- | --------------------------- | -------- |
| 1929         | La fleur, para voz y piano (inédita) (*) | Música vocal (piano)        |          |
| 1936         | Gisèle (Cantata para el premio de Roma, escena lírica en 1 acto) (*) | Música vocal (piano)        |          |
| 1938         | L'Anneau du Roi (Cantata para el premio de Roma, escena lírica en 1 acto) (*) | Música vocal (piano)        |          |
| 1941-43      | Quatre Mélodies, para solista y piano (*) [(Féerie au Clair de lune; Pour une amie perdue; Regards sur l’infini; Funerailles de Fantasio)] (hay versión orquestal)                                                                                    | Música vocal (piano)        | 11:30    |
| 1929         | Chanson au bord de la mer, para voz y piano (inédita) (*) | Música vocal (piano)        |          |
| 1941-42      | Orquestación de Albert Roussel: Des fleurs font une broderie, op. 35. 1 | Arreglos                    |          |
| 1942         | Danse Fantastique, para orquesta (*) | Música orquestal            |          |
| 1942         | Sarabande et Cortège, para fagot y piano (*) | Música de cámara            | 07:00    |
| 1943         | Sonatina para flauta y piano (*) | Música de cámara            | 09:00    |
| 1944         | La Geôle, para solista y orquesta (*) (texto de Jean Cassou) | Música vocal (orquesta)     | 03:30    |
| 1944         | Arreglo de Claude Debussy: Clair de lune, para dos pianos | Arreglos                    |          |
| 1945         | Chanson de la déportée, para mezzosoprano y piano (inédita) (*) | Música vocal (piano)        |          |
| 1946         | Au Gré des Ondes, para piano. (*) | Música solista (piano)      | 13:00    |
| 1947         | Orquestación de Jehan Alain: Prière pour nous autres charnels | Arreglos                    |          |
| 1947         | Sonata para oboe y piano (*) | Música de cámara            | 12:00    |
| 1948         | Sonata para piano | Música solista (piano)      | 22:00    |
| 1950         | Blackbird, para piano | Música solista (piano)      |          |
| 1950         | Choral, Cadence et Fugato, para trombón y piano | Música de cámara            | 05:00    |
| 1950         | Chansons de bord, para coro de niños a tres voces | Música coral                | -        |
| 1950-51      | Sinfonía n.º 1 | Música orquestal            | 31:00    |
| 1953         | Le Loup [El lobo] (Ballet). [La baraque foraine: Les mystifications; La chambre nuptiale: La belle et la bête; La forêt d´hiver: Danse d´amour-Danse de mort)]                                                                                        | Ballet                      |          |
| 1954         | Deux Sonnets de Jean Cassou [Dos sonetos de Jean Cassou], para barítono y piano. [I. Il n-y avait que des troncs déchirés - II. J-ai rêvé que je vous portais dans mes bras]                                                                          | Música vocal (piano)        |          |
| 1956         | Sérénade de la composition collective (Françaix, Henri Sauguet, Milhaud, Rivier, Lesur, Poulenc y Auric). Variations sur le nom de Marguerite Long |                             |          |
| 1955-59      | Sinfonía n.º 2, Le Double | Música orquestal            | 30:00    |
| 1961         | Tous les Chemins...mènent à Rome [Todos los caminos... llevan a Roma], para piano | Música solista (piano)      | 01:00    |
| 1963         | Bergerie, para piano | Música solista (piano)      | 01:00    |
| 1963         | San Francisco Night, para soprano y piano | Música vocal (piano)        |          |
| 1959-64      | Métaboles, para orquesta | Música orquestal            | 16:00    |
| 1964-65      | Résonances, para piano | Música solista (piano)      | 01:00    |
| 1967         | Hommage à Nadia Boulanger, para soprano, tres altos, clarinete, percusión y cítara (Facsímil de manuscrito (homenaje particular).) | Música vocal (instrumental) |          |
| 1967-70      | Concierto para violonchelo, Tout un Monde Lointain | Música orquestal            | 27:00    |
| 1970         | Figures de Résonances [Figuras de resonancia] para piano | Música solista (piano)      | 09:00    |
| 1973, 77, 88 | Trois Préludes para piano [D’ombre et de silence; Sur un même accord; Le jeu des contraires)] | Música solista (piano)      | 12:00    |
| 1973-76      | Cuarteto de cuerda "Ainsi la Nuit | Música de cámara            | 18:00    |
| 1976         | Quatre figures de résonances, para dos pianos | Música solista (piano, 2)   |          |
| 1976-82      | Trois Strophes sur le Nom de Sacher, para solo de violonchelo | Música solista (chelo)      | 09:00    |
| 1976-78      | Timbre, Espace, Mouvement ou la Nuit Etoilée [Timbre, espacio, movimiento o la noche estrellada] (rev. 1990) | Música orquestal            | 08:30    |
| 1981         | Summer’s End (ballet sobre la 2ª Sinfonía) | Ballet                      |          |
| 1985         | Petit air à dormir debout, para piano | Música solista (piano)      |          |
| 1979-85      | Concierto para violín, "L'arbre des songes" | Música orquestal            | 25:00    |
| 1985-89      | Mystère de l'Instant [Misterio del instante], para orquesta (dos versiones: para 24 cuerdas, címbalo y percusiones; para gran orquesta de cuerdas, címbalo y percusiones)                                                                             | Música orquestal            | 15:00    |
| 1985-90      | Les Citations, para oboe, clave, contrabajo y percusión | Música de cámara            | 15:00    |
| 1985         | Mini-prélude en éventail, para piano. (Demandada por la revista «Le Monde de la Musique», Inédito) | Música solista (piano)      |          |
| 1991         | Essai de polyphonie ”pointilliste” pour une musique à naître (peut-être? peut-être pas!) (inédito) |                             |          |
| 1995-97      | The Shadows of Time [Las sombras del tiempo], Cinco episodios para orquesta y voces de tres niños [1. The hours - 2. The evil ariel - 3. Memory of the shades - 4. Waves of light - 5. Dominant Blue?.]                                               | Música vocal (orquesta)     | 22:00    |
| 1997         | Slava's fanfare, para vientos y percusiones | Música orquestal            |          |
| 2001-02      | Sur le Même Accord, nocturno para violín y orquesta (dedicada à Anne-Sophie Mutter) | Música orquestal            | 10:00    |
| 2001-03      | Correspondances, para soprano y orquesta (textos de von Prithwindra Mukherjee, Alexandre Soljénitsyne, Rainer Maria Rilke y Vincent Van Gogh) [I. Danse cosmique; Interlude - II. À Slava et Galina - III. Gong - IV. Gong 2 - V. De Vincent à Théo.] | Música vocal (orquesta)     | 22:00    |
| 1945-46      | Música para la película La Fille du diable, para ondas Martenot y orquesta (Decoin) | Música de película          |          |
| 1953         | Música para la película L'amour d'une femme(Grémillon) | Música de película          |          |
| 1946         | Música para la película Le café du Cadran | Música de película          |          |
| 1946         | Música para la película Six heures à perdre | Música de película          |          |
| 1948         | Música para la película Le crime des justes (dirigida por Jean Gehret, sobre la novela de André Chamson) | Música de película          |          |
| 1943         | Música para la obra radiofónica Le général Dourakine (musique de scène radiophonique) (avant 1943) | Música de escena            |          |
| 1943         | Música para la obra radiofónica Numance (anterior a 1943) | Música de escena            |          |
| 1943         | Música para la obra radiofónica La petite lumière et l’ourse (anterior a 1943) (Inédita) | Música de escena            |          |
| 1943         | Música para la obra radiofónica Le roman de Renard (anterior a 1943) (Inédita) | Música de escena            |          |
| 1944-45      | Trois tableaux symphoniques d’après Les hauts de Hurlevent [Dans la lande; La marche du destin; Epilogue: La mort de Cathy) música de escena para el Théâtre Hebertot de París. Inédita                                                               | Música de escena            |          |
| 1946         | Música para la obra escénica La Princesse d’Elide | Música de escena            |          |
| 1948         | Música para la obra escénica Monsieur de Pourceaugnac | Música de escena            |          |

(*) Dutilleux ha repudiado la mayoría de estas obras escritas antes de su Sonata para piano (1948).